# Kamenná (okres Šumperk)
Obec Kamenná (německy Steine) se nachází 12 km jjv. od Šumperka a 13 km východně od Zábřeha v okrese Šumperk v Olomouckém kraji. Žije zde 498 obyvatel.

## Historie
První písemná zmínka o obci pochází z roku 1385.

## Galerie

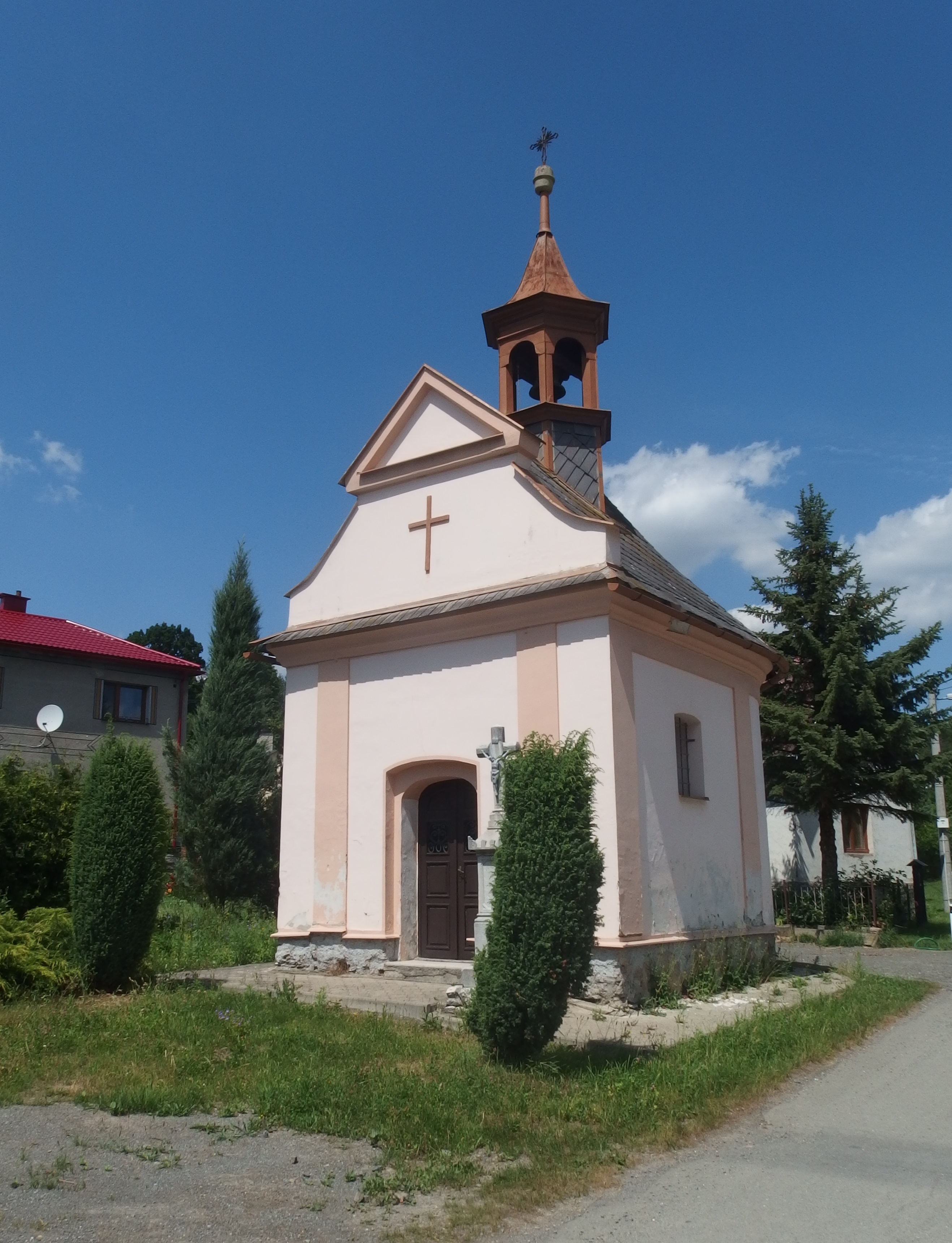
Kaple z roku 1757
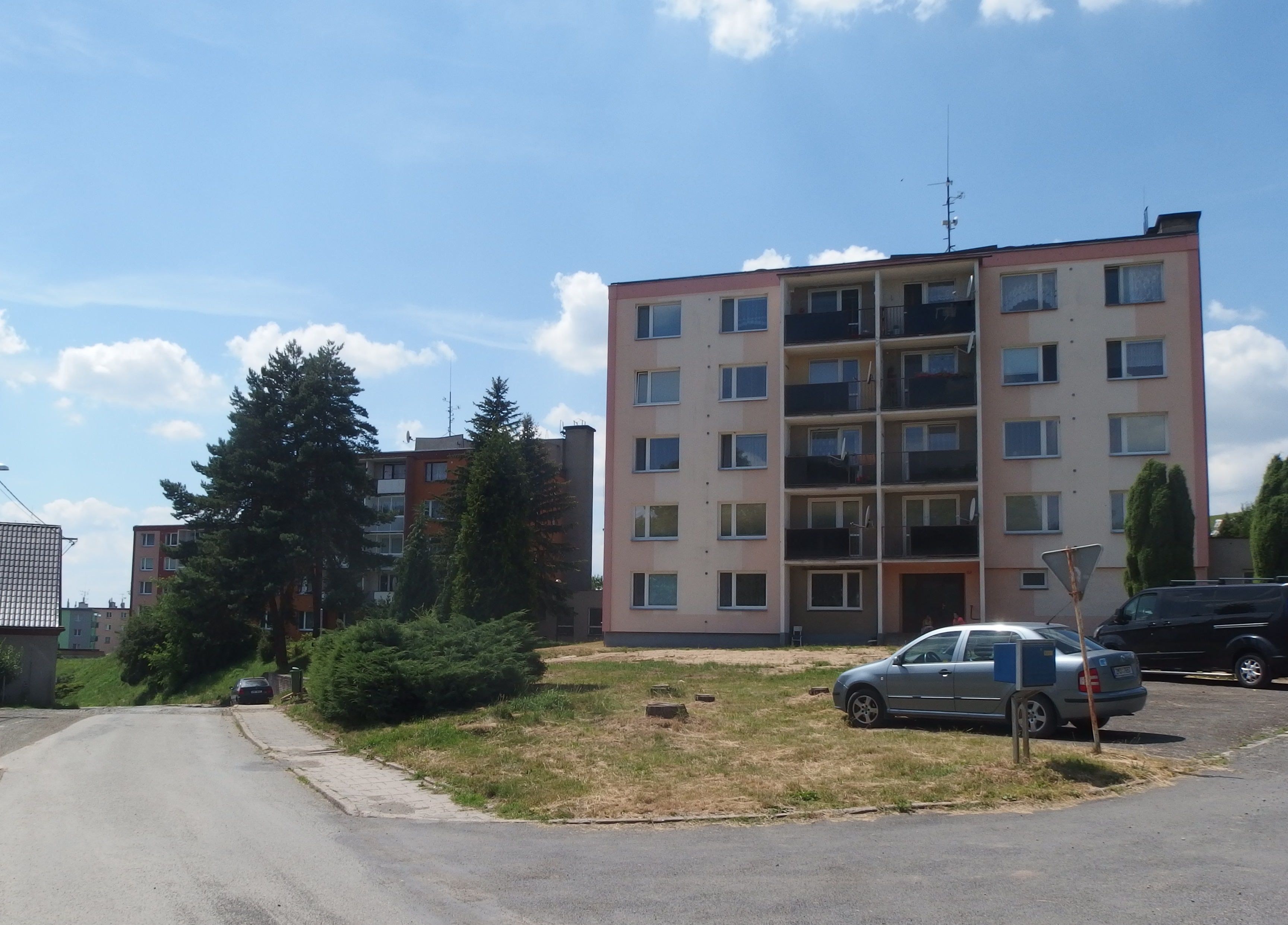
Bytovky
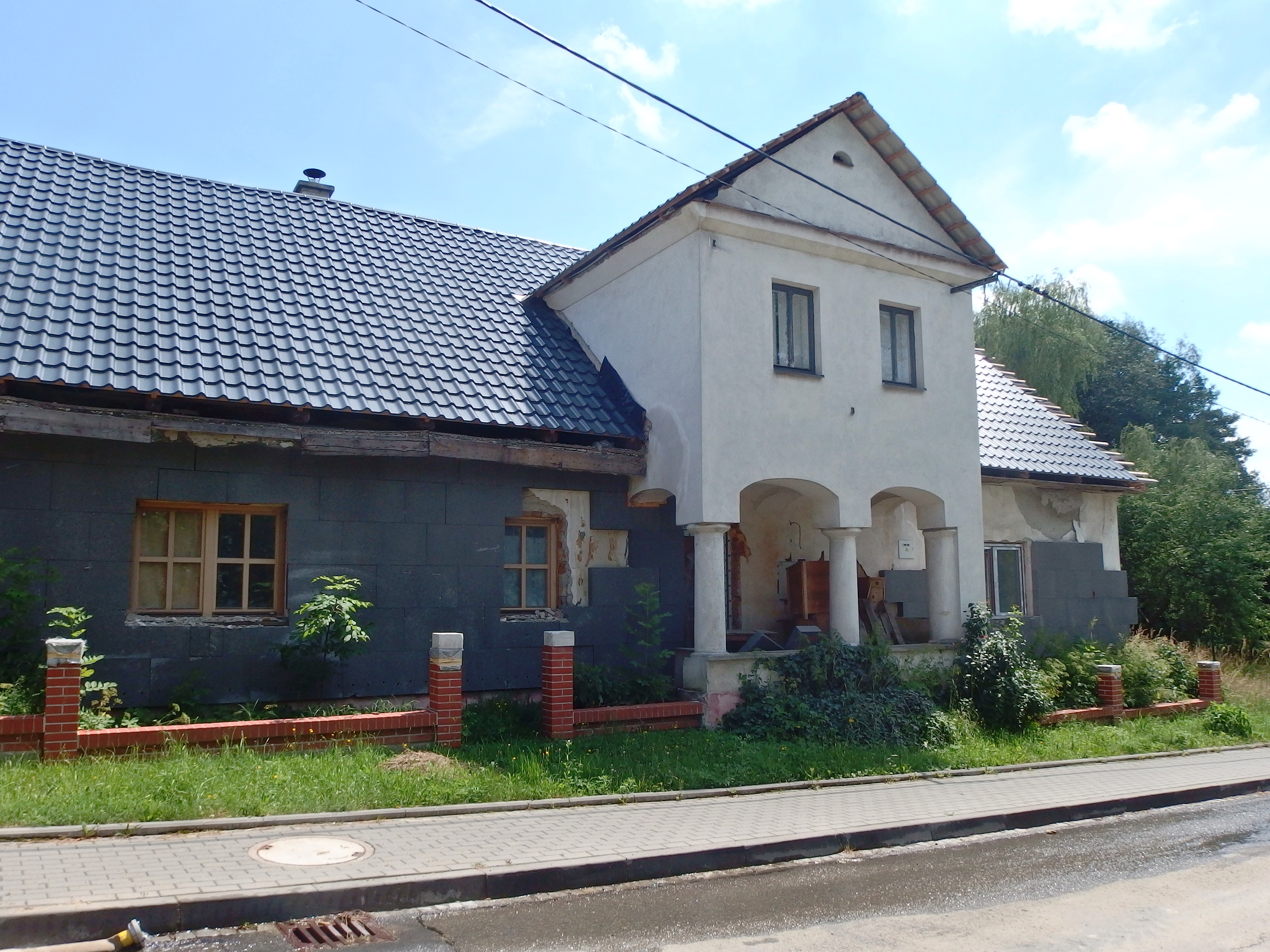
Dům č. p. 45
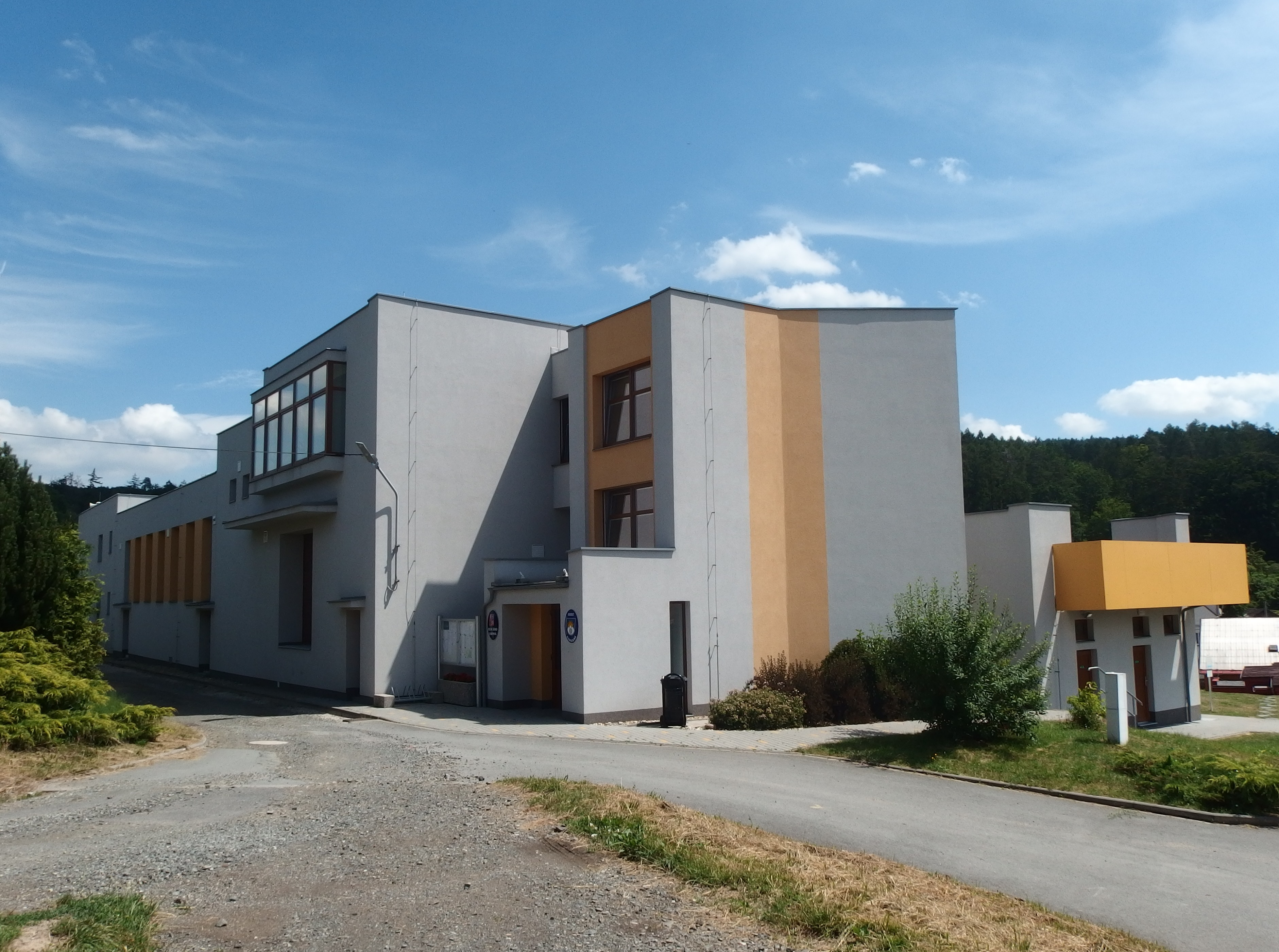
Obecní úřad